# Яо (риска)

Вісім знаків «Книги перемін».

Яо (кит.: 爻; піньїнь: yáo; кор. 효, хьо; яп. こう, ко) — риска, знак для складання триграм і гексаграм. Використовуються в традиційному китайському ворожінні, що базується на «Книзі перемін». 

## Короткі відомості
Яо поділяються на два види:
1. Суцільна риска. Записується однією довго рискою
2. Пунктирна риска. Записується двома короткими відрізками .

В «Книзі перемін» та коментарях до неї ці риски називаються по різному:
| Назва          | Знак           | Лат.           | Кир.           | Назва           | Знак            | Лат.            | Кир.            |
| Суцільна риска | Суцільна риска | Суцільна риска | Суцільна риска | Пунктирна риска | Пунктирна риска | Пунктирна риска | Пунктирна риска |
| тверда         | 剛             | gāng           | ган            | м'яка           | 柔              | róu             | жоу             |
| світла         | 陽             | yáng           | їнь            | темна           | 陰              | yīn             | їнь             |
| дев'ятка       | 九             | jiǔ            | цзю            | шістка          | 六              | liù             | лю'             |

Суцільна риска уособлює тверде активне чоловіче начало, світлу та позитивну енергію ян. Пунктирна ж риска виступає символом м'якого пасивного жіночого начала, темної та негативної енергії їнь. Поєднання трьох різних рисок утворюють вісім триграм, які називаються вісім знаків:  
| 1 | 2 | 3 | 4 | 5 | 6 | 7 | 8 |
| - | - | - | - | - | - | - | - |

З триграм утворюються гексаграми, що називаються шістдесят чотири знаки. 
|  |  |  |  |  |  |  |  |
|  |  |  |  |  |  |  |  |
|  |  |  |  |  |  |  |  |
|  |  |  |  |  |  |  |  |
|  |  |  |  |  |  |  |  |
|  |  |  |  |  |  |  |  |
|  |  |  |  |  |  |  |  |
|  |  |  |  |  |  |  |  |

Також існують чотири комбінації двох рисок, які називаються чотири знаки:
Кожна комбінація рисок, а також кожна окрема риска в такій комбінації має свою назву та тлумачення. Тлумачення починається з нижньої риски, яка називається початковою.